# Список людей, які жили в аеропортах протягом тривалого часу

Місце ночівлі Меграна Карімі Насері в Терміналі 1 аеропорту ім. Шарля де Голля в Парижі, де він жив з 1988 до 2006.

Список людей, які жили в аеропортах протягом тривалого часу — 100 днів і більше, не включає працівників аеропортів та членів екіпажу, які хоч і часто проводять більшу частину свого життя в аеропорту, й іноді не виходять з них протягом тривалого часу, але все ж мають постійне місце спроживання поза аеропортами. Найчастішими причинами для життя в аеропортах є проблеми з документами, коли жодна країна не готова офіційно дозволити людині в'їзд на свою територію, також пошук притулку або протестні акції.
Особи відсортовані за зменшенням тривалості їх проживання в аеропортах.

## Особи, які нині проживають в аеропортах
| Ім'я                | Країна походження | Аеропорт                                           | Початок проживання | Тривалість                        | Причина |
| ------------------- | ----------------- | -------------------------------------------------- | ------------------ | --------------------------------- | --- |
| Деніс Луїс де Соуза | Бразилія          | Міжнародний аеропорт Сан-Паулу-Гуарульюс, Бразилія | приблизно 2000 рік | приблизно 9215 днів (24–25 років) | Мав постійні конфлікти вдома і вирішив втекти від цього до аеропорту. Скоріш за все, має психологічні проблеми. |
| Вей Дзяньго         | КНР               | Міжнародний аеропорт Пекін-Шоуду, КНР              | приблизно 2008 рік | приблизно 6293 днів (16–17 років) | Хотів курити і випивати без докорів зі сторони родини. Також мав складнощі із пошуком роботи. |
| Део Хасабумутіма    | Бурунді           | Аеропорт Стамбул, Туреччина                        | 16 червня 2021     | 1378 днів                         | Подорожуючи з міста Ніамей в Нігері, під час пересадки в Стамбулі йому відмовили у посадці на літак до Торонто, оскільки термін дії його бурундійського паспорту на той момент закінчився, хоч він і мав дійсну посвідку на постійне проживання у Канаді. Не може отримати новий паспорт через те, що він біженець. |

## Особи, які проживали в аеропортах в минулому
| Ім'я                      | Країна походження | Аеропорт                                                    | Період проживання                                          | Тривалість                         | Причина початку | Причина закінчення |
| ------------------------- | ----------------- | ----------------------------------------------------------- | ---------------------------------------------------------- | ---------------------------------- | --- | --- |
| Мегран Карімі Насері      | Іран              | Міжнародний аеропорт імені Шарля де Голля, Франція          | 26 серпня 1988 — липень 2006                               | 6518–6548 днів (17.84–17.93 років) | Був позбавлений громадянства Ірану за протести проти влади шаха. УВКБ ООН надало йому статус біженця. Стверджував, що його документи були вкрадені в Парижі, коли він збирався летіти до Великої Британії. | Шпиталізований, після чого перевезений Червоним Хрестом до готелю, пізніше благодійна організація «Emmaus» допомогла йому оселитися в Парижі. |
| Арлен Хадаа               | Киргизстан        | Міжнародний аеропорт Манас, Киргизстан                      | 19 січня 2019 — 8 жовтня 2020                              | 628 днів (майже 2 роки)            | Повернувся до Киргизстану коли Норвегія відмовила йому в дозволі на проживання та в громадянстві. | Відправлений назад до Норвегії. |
| Санджай Шах               | Кенія             | Міжнародний аеропорт Джомо Кеніата, Кенія                   | травень 2004 — 12 липня 2005                               | 407–437 днів (трохи більше 1 року) | Намагався в'їхати до Великої Британії за паспортом громадянина Британських заморських територій, але йому відмовили у в'їзді. На той момент він вже встиг відмовитись від свого кенійського паспорту. Одразу після повернення до аеропорту в Найробі, залишився там на знак протесту. | Отримав повноцінне британське громадянство.                                                                                                   |
| Ейсса Мухамад             | Нігер             | Міжнародний аеропорт Боле, Ефіопія                          | листопад 2018 — серпень 2019                               | приблизно 300 днів (майже 1 рік)   | Депортаваний з Ізраїлю, після того як його там піймали без належних документів. Він летів назад до Нігеру з пересадкою в місті Аддис-Абеба. Нігерські прикордонники відмовили йому у в'їзді, не повіривши у справжність тимчасового посвідчення особи, виданого Ізраїлем. Він застряг в аеропорті в Аддис-Абебі, оскільки ні Нігер, ні Ізраїль не погоджувались впустити його на свою територію.                                | Переїхав жити до Сенегалу. |
| Загра Камалфар та її діти | Іран              | Міжнародний аеропорт Шереметьєво імені А. С. Пушкіна, Росія | травень/червень 2006 — 14 березня 2007 (близько 9 місяців) | 258–318 днів                       | Втікаючи від переслідування в Ірані за її політичну позицію, разом з малими дітьми за підробними документами намагалася через Росію та Німеччину потрапити до Канади. Німецькі прикордонники не прийняли її документи та відправили назад до Росії. | Канада надала їй і її дітям притулок. |
| Хассан аль-Контар         | Сирія             | Міжнародний аеропорт Куала-Лумпур, Малайзія                 | 7 березня 2018 — 1 жовтня 2018                             | 208 днів                           | Депортований до Малайзії з Об'єднаних Арабських Еміратів через перевищення дозволеного терміну перебування на 5 років. Під час перебування в Малайзії назбирав грошей на квиток до Еквадору, але працівники Turkish Airlines відмовили йому у посадці без пояснення причин. Пізніше, коли в нього закінчилась малазійська віза, він спробував полетіти до Камбоджі, але йому відмовили у в'їзді і відправили назад до Малайзії. | Канада надала йому притулок. |
| Моххамед аль-Бахіш        | Палестина         | Міжнародний аеропорт Алмати, Казахстан                      | 20 березня 2013 — 17 серпня 2013                           | 150 днів                           | Загубив свої документи біженця, а його казахська віза спливла. Полетів до Туреччини в надії відновити казахську візу, але його розвернули на кордоні. Літав туди-сюди чотири рази, і жодна країна не дозволяла йому в'їзд на свою територію. | Переправлений до центру для біженців УВКБ ООН в місті Тімішоара, Румунія. Пізніше отримав притулок у Фінляндії.                               |
| Лю Сінлянь та Ян Кефен    | КНР               | Міжнародний аеропорт Таоюань, Тайвань                       | 27 вересня 2018 –30 січня 2019                             | 125 днів                           | Попросили притулку у Тайвані, однак їм не дозволили в'їзд до кінця розгляду їх прохання про притулок. | Їм було надано дозвіл на в'їзд до Тайваню. |
| Хіроші Ногара             | Японія            | Міжнародний аеропорт Мехіко, Мексика                        | 2 вересня 2008 — 28 грудня 2008                            | 117 днів                           | Відмовився пояснити нащо він живе в аеропорті. З документами в нього було все в порядку. | Несподівано, без пояснень, покинув аеропорт.                                                                                                  |